# Otter (Niemcy)
Otter – miejscowość i gmina położona w niemieckim kraju związkowym Dolna Saksonia, w powiecie Harburg, należy do gminy zbiorowej (niem. Samtgemeinde) Tostedt.

## Położenie geograficzne
Otter leży w północno-zachodniej części Pustaci Lüneburskiej ok. 40 km. na południe od Hamburga. Na terenie gminy w pobliżu dzielnicy Knick, ma swoje źródła rzeka Oste a na południu przez dzielnicę Wümmegrund płynie Wümme. Na zachodzie gminy znajduje się wzniesienie Otterberg o wys. 101 m n.p.m. a na północnym wschodzie południowe krańce wzniesień Harburger Berge.
Otter sąsiaduje od wschodu z gminą Welle, od północy z gminą Tostedt, od północnego zachodu z gminą Wistedt, od zachodu graniczy z gminą Königsmoor oraz z południa z sąsiaduje z dzielnicami Wesseloh i Wintermoor miasta Schneverdingen w powiecie Heidekreis.

## Dzielnice gminy
W skład gminy Otter wchodzą następujące dzielnice: Groß Todtshorn, Klein Todtshorn, Knick, Otter, Ottermoor, Riepshof, Schillingsbostel i Wümmegrund.

## Komunikacja
Otter jest dość odległe od połączeń autostradowych. Najlepsze połączenia ma z drogą krajową B3 w odległości 4,5 km w Welle. Do drogi krajowej B75 w Tostedt jest 5,5 km. Do węzłów autostradowych Heidenau i Hollenstedt jest ok. 13 km.